# Місіонерський стиль

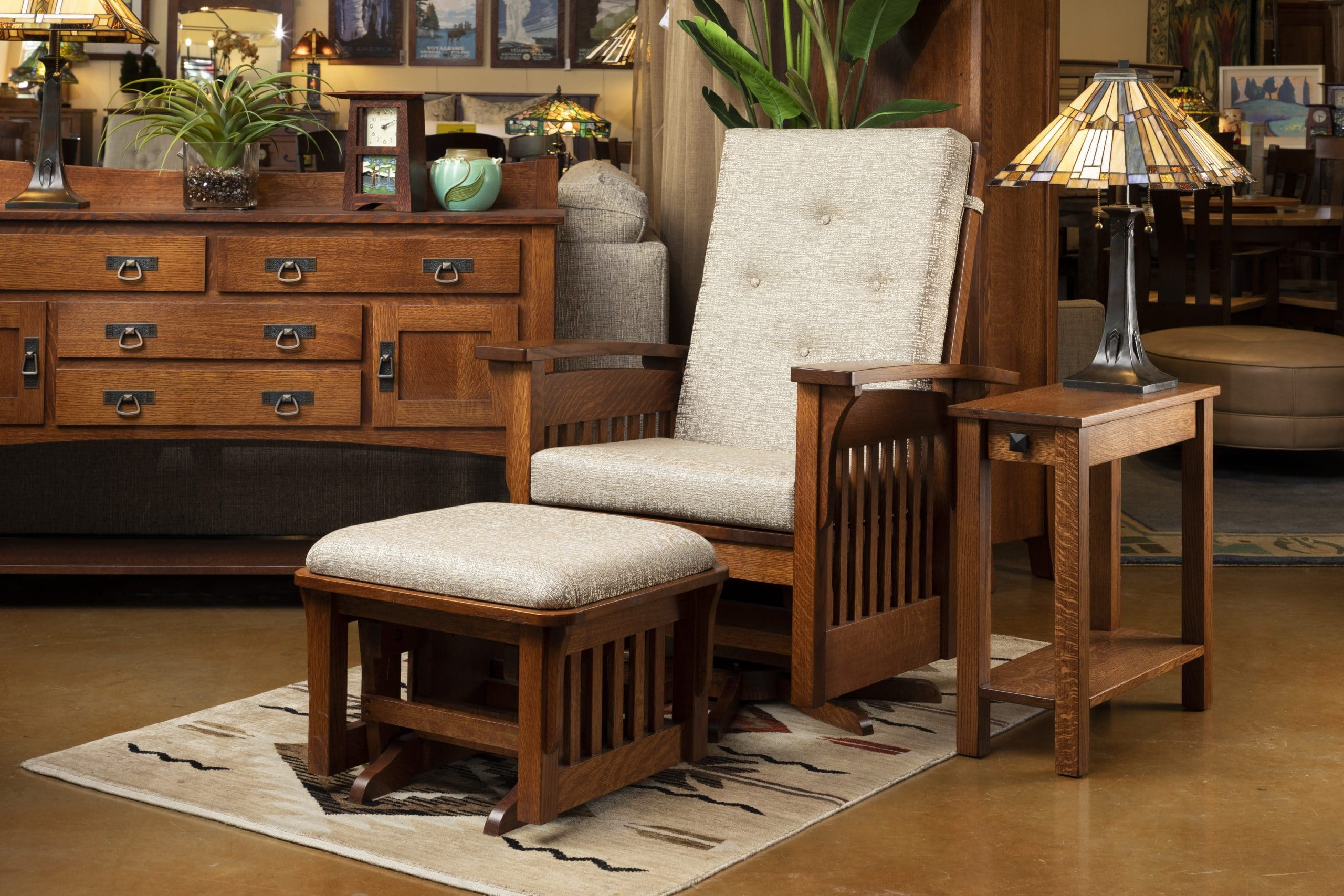
Приклад меблів в місіонерському стилі

Місіонерський стиль або стиль місіонерів (англ. Mission style) — тип меблів, популярний у Сполучених Штатах на початку 20-го століття. Меблі, що відрізняються простотою матеріалів і дизайну, виникли в результаті руху, натхненного мистецтвом і ремеслами, очолюваного в США Густавом Стіклі. Виробники цього типу меблів поділяли віру в соціальні чесноти гарного дизайну та ручної роботи.

## Історія виникнення

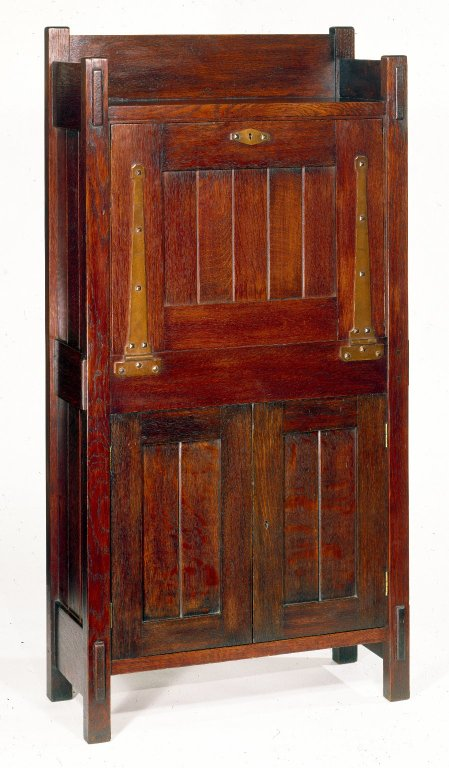
Шафа в місіонерському стилі

Перші предмети, які стали називатися меблями в місіонерському стилі, ймовірно, були виготовлені в Нью-Йорку в 1890-х роках і були натхненні дерев'яними меблями іспанських місій в Каліфорнії. Однак головним поштовхом для розвитку стилю став британський рух мистецтв і ремесел. Стіклі, який перебував під значним впливом естетики Вільяма Морріса та Джона Раскіна, у 1901 році почав видавати журнал «The Craftsman», який став головним рупором ремісничого руху. Через журнал Стіклі висловлював важливість гуманного дизайну в індустріальну епоху. Хороший дизайн меблів, на думку Стіклі, має бути утилітарним і органічним, з використанням простих матеріалів і конструкцій, щоб підкреслити цінність доброчесності праці та зв'язок людини з природою.

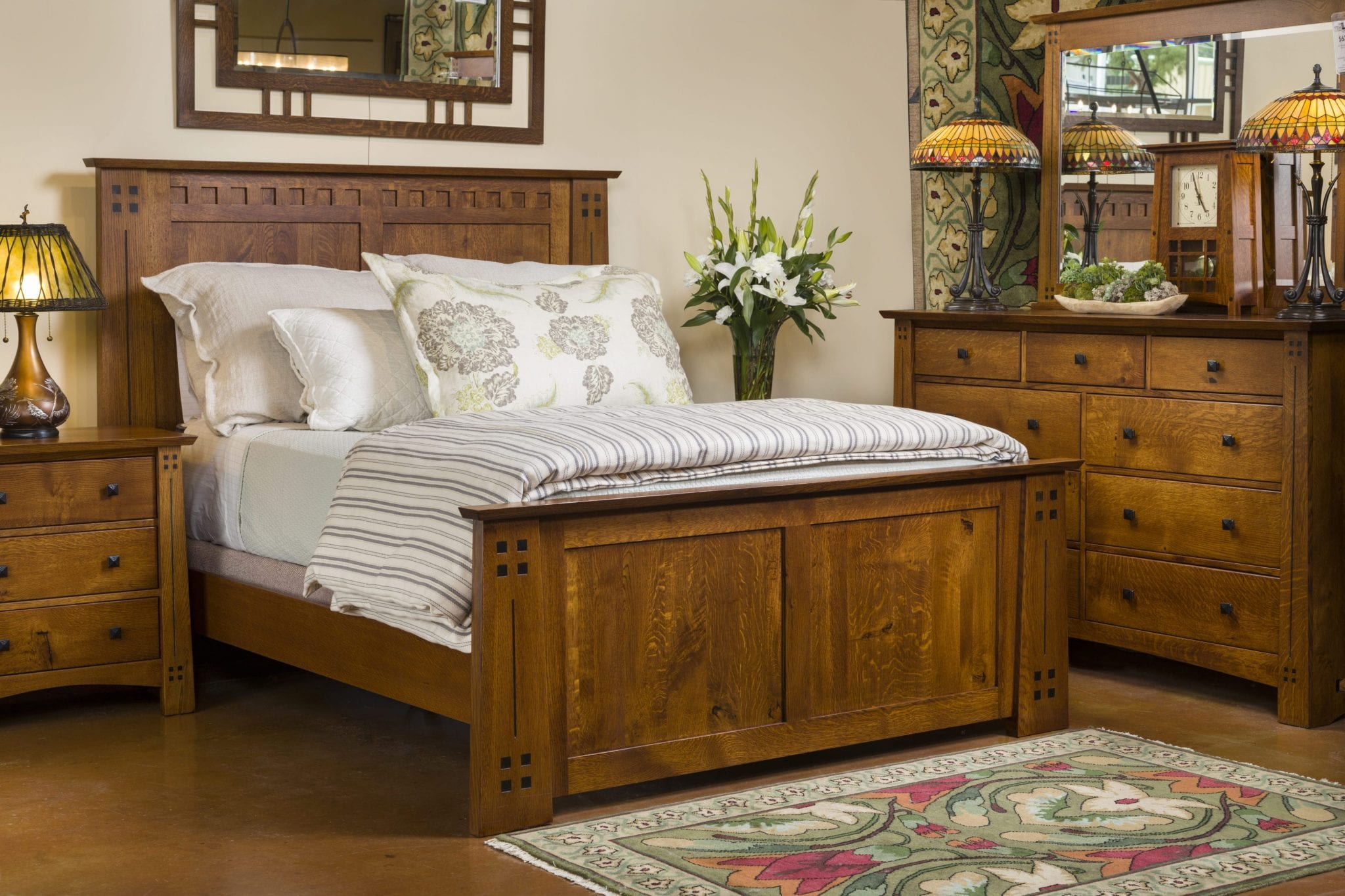
Спальня кімната в місіонерському стилі

## Характеристика меблів
Меблі, зазвичай виготовлені з дуба з морилкою, мали прямолінійний дизайн і відкриту столярку. Оздоблення було незначним або взагалі відсутнім, хоча столярні вироби іноді покривали темнішою морилкою, щоб підкреслити майстерність виготовлення. Фурнітура виготовлялася з міді або заліза, а покриття — зі шкіри, полотна або простої тканини. Майстри місіонерського стилю також виготовляли вітражні люстри, ковані мідні свічники та глиняний посуд ручного точіння.